# سفارة بولندا في جورجيا
سفارة بولندا في جورجيا هي أرفع تمثيل دبلوماسي لدولة بولندا لدى جورجيا. تقع السفارة في تبليسي وهي تهدف لتعزيز المصالح البولندية في جورجيا.

## وصلات خارجية
- قائمة سفارات بولندا
- قائمة السفارات في جورجيا